# Empoasca pitiensis
Empoasca pitiensis är en insektsart som beskrevs av Metcalf 1946. Empoasca pitiensis ingår i släktet Empoasca och familjen dvärgstritar. Inga underarter finns listade i Catalogue of Life.